# Camberwell
Camberwell és un districte del sud de Londres, Anglaterra, que forma part del districte londinenc de Southwark. És, així mateix, un barri urbanitzat dins de la ciutat situat a 2,7 milles (4,3 km) al sud-est de Charing Cross. A l'oest, limita amb el districte londinenc de Lambeth.